# Erythropitta
Erytropitta Bonaparte, 1854 è un genere di uccelli passeriformi della famiglia dei Pittidi.

## Etimologia
Il nome scientifico del genere deriva dall'unione della parola greca ἐρυθρός (erythros, "rosso") con pitta, col significato di "Pitta rossa", in riferimento alla livrea che caratterizza la maggior parte delle specie.

## Descrizione
Al genere vengono ascritte numerose specie di pitte di dimensioni medio-piccole, fra cui la pitta dalle bande blu che rappresenta la specie di minori dimensioni della famiglia Pittidae: l'aspetto è paffuto e massiccio con ali e coda corte, testa arrotondata e becco allungato.

La colorazione delle specie ascritte a questo genere prevede generalmente la presenza più o meno diffusa del rosso su testa e area ventrale, mentre la regione dorsale è solitamente azzurra o blu: in alcune specie sono inoltre presenti aree nere più o meno estese. Anche nelle specie del genere Erythropitta è presente un marcato dimorfismo sessuale, con la femmina che presenta aree rosse e blu ridotte o addirittura assenti, mantenendo una livrea criptica e dominata dai toni del bruno.

## Distribuzione e habitat
Il genere è diffuso nel Sud-est asiatico, nelle isole indonesiane e in Papua Nuova Guinea, con una specie (Erythropitta erythrogaster) che si spinge fino alla penisola di Capo York in Australia nord-orientale. L'habitat di questi uccelli è rappresentato dalle aree di foresta pluviale.

## Tassonomia
Al genere vengono ascritte sei specie:
- Erythropitta kochi  (Brüggemann, 1876) - pitta di Koch
- Erythropitta erythrogaster  (Temminck, 1823) - pitta ventrerosso
- Erythropitta arquata  (Gould, 1871) - pitta a bande blu
- Erythropitta granatina  (Temminck, 1830) - pitta granatina
- Erythropitta venusta  (Müller, S, 1836) - pitta graziosa
- Erythropitta ussheri  (Gould, 1877) - pitta neroscarlatta

Tutte le specie menzionate sono state ascritte al genere Pitta fino al 2006, quando è emerso da studi del DNA che nell'ambito della famiglia (che fino a quel momento, salvo alcuni tentativi di riclassificazione, combaciava con la famiglia Pittidae includendone tutte le specie) erano presenti tre cladi ben distinte identificabili come generi a sé stanti, fra cui appunto Erythropitta.